# 애덤 새비지
애덤 휘트니 새비지(영어: Adam Whitney Savage, 1967년 7월 15일 ~ )는 미국의 특수효과 전문가이며, 제이미 하이네만과 함께 디스커버리 채널의 프로그램 《호기심 해결사》의 공동 진행자를 맡고 있다.
뉴욕주의 웨스트체스터에서 자란 그는, 화가이자 감독인 아버지가 프로듀서로 있었던 세서미 스트릿의 어린이 성우를 맡기도 했다. 그는 또한 애니메이터, 그래픽 디자이너, 목수, 세트 디자이너, 장난감 디자이너 등으로도 활동했다.
TV에 나오기 전 애덤은 10여 년간 특수효과 분야에서 일했는데, 특히 디즈니와 워너 브라더스, 인더스트리얼 라이트 엔 매직 등의 회사에서 모델 제작을 담당했다. 그가 참여했던 영화로는 《스타워즈》 에피소드 I, II와 《매트릭스》, 《바이센테니얼 맨》, 《스페이스 카우보이스》, 《A.I.》등이 있다.
《호기심 해결사》에서 새비지는, 때로는 엉뚱하고, 멍청한 것 같기도 한 어리바리한 모습 - 때로 다치기도 하지만 웃음을 자아내는 -으로 유명하다. 그의 가장 널리 알려진 인용구는 대부분의 에피소드 시작에 등장하는, “허튼 소리 하지 마쇼!(I reject your reality and substitute my own!)”이다. 원래 이는 영화 《던전마스터》에서 등장했던 대사이나, 호기심 해결사의 10번째 애피소드에서 애덤이 말한 이후 유명해졌다. 후에 애덤은 종종 그 문구가 적혀있는 셔츠를 입고 나오기도 한다.
애덤은 현재 샌프란시스코에서 아내와 쌍둥이 아들과 함께 살고 있다. 2011년에는 네덜란드의 트벤테 대학교로부터 명예 박사학위를 수여받았다.